# Niederkaina

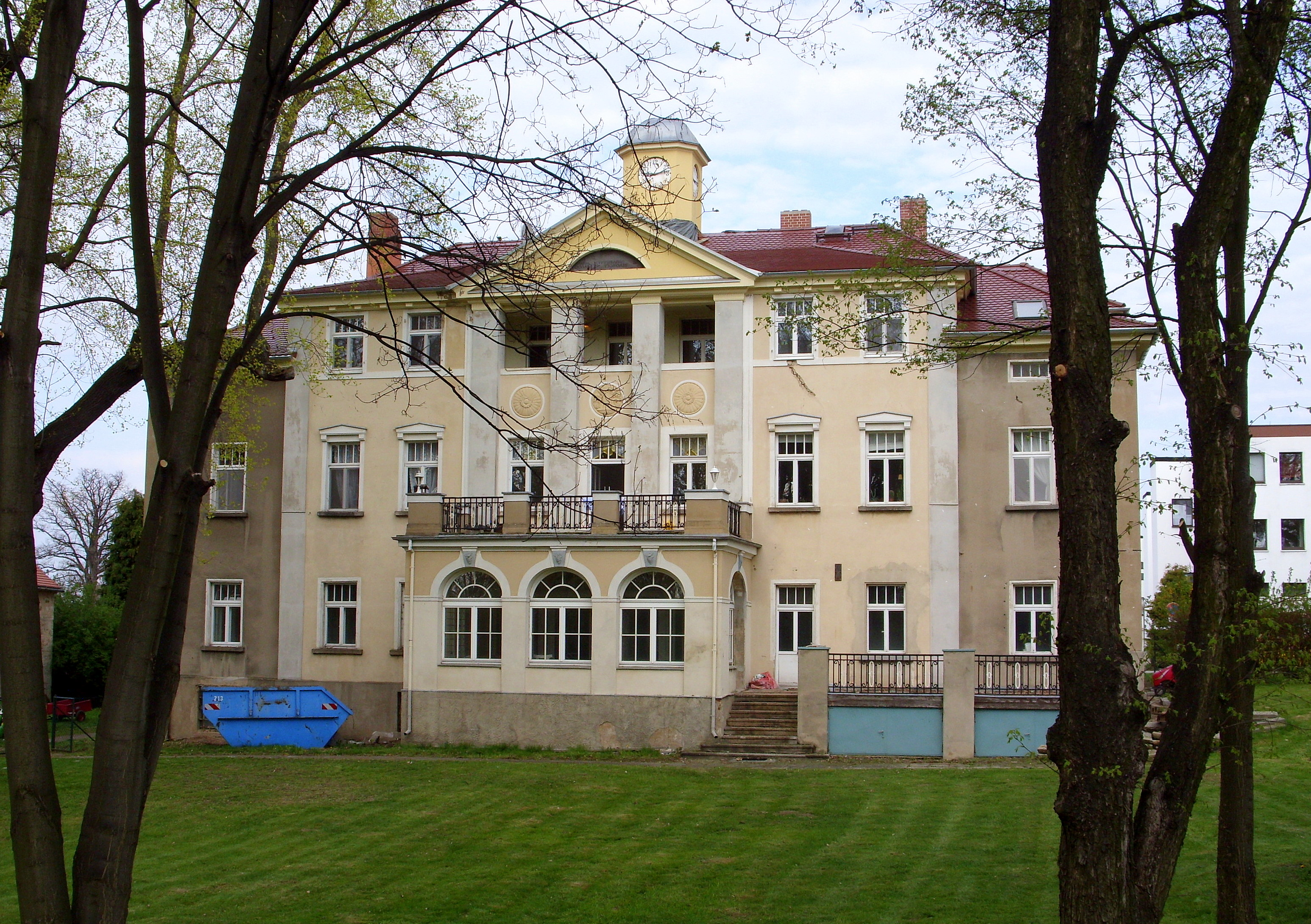
Das Gutshaus in Niederkaina

Niederkaina, obersorbisch Delnja Kinaⓘ, ist ein Dorf in Ostsachsen und seit 1994 Ortsteil von Bautzen. Der Ortsteil besteht aus den Siedlungen Niederkaina und Basankwitz und hat rund 500 Einwohner. Besonders bekannt ist Niederkaina durch das hier gefundene prähistorische Gräberfeld, das der bronze- und eisenzeitlichen Lausitzer Kultur zugeordnet wird. Niederkaina zählt zum offiziellen sorbischen Siedlungsgebiet in Sachsen.

## Lage und Geografie
Niederkaina befindet sich im östlichen Stadtgebiet auf 165 m ü. NN am Albrechtsbach gelegen. Basankwitz befindet sich wenige hundert Meter östlich von Niederkaina flussabwärts an der Bundesautobahn 4 und circa 1,5 km (süd)westlich von Kreckwitz und den Kreckwitzer Höhen. Die Ortschaft war bis 1936 eine eigenständige Gemeinde und wurde dann nach Niederkaina eingemeindet. Die Gemeinde Niederkaina wurde zum 1. Januar 1994 nach Bautzen eingegliedert.
Bis ins 20. Jahrhundert sprach ein Großteil der Bevölkerung Sorbisch. Arnošt Muka ermittelte für seine Statistik der Lausitzer Sorben 1884/85 eine Gesamteinwohnerzahl von 276, davon 261 Sorben (95 %) und 15 Deutsche.
Der südlich von Niederkaina befindliche Schafberg erhebt sich in Nord-Süd-Richtung auf bis zu 201 m ü. NN und ist auf seiner Westflanke stark bewaldet. Auf seinem südlichen Bergrücken befindet sich heute ein Solarpark auf einem renaturierten Deponiegelände, wodurch der Schafberg heute eine etwa 10 m höhere Gesamthöhe aufweist.
Im Norden liegt der Nachbarort Burk. In dieser Richtung steigt das Gelände wieder stark an und erreicht seinen höchsten Punkt auf dem Burker Berg auf 199 m ü. NN.

## Geschichte

### Das prähistorische Gräberfeld auf dem Schafberg
Schon Anfang des 19. Jahrhunderts wurden beim Sandabbau erste archäologische Funde sichergestellt. Anfang des 20. Jahrhunderts wurden verschiedene Ausgrabungen vom Stadtmuseum Bautzen organisiert. Um das gefundene Gräberfeld vor der drohenden Vernichtung durch den Sandabbau zu retten, wurden zwischen 1948 und 1972 vom Landesmuseum für Vorgeschichte Dresden verschiedene Rettungsgrabungen durchgeführt.
Im Gräberfeld auf dem Schafberg fanden sich Grabfunde vom Neolithikum bis zur Eisenzeit. Mit mehr als 2000 Bestattungen und einem Hauptbelegungszeitraum von etwa 2000 Jahren gehört es zu den besonders wichtigen und großen Fundstellen Deutschlands.
Seit der Besiedlung der Oberlausitz im Mesolithikum (7000–6000 v. Chr.) nahm der Schafberg eine zentrale Stellung als Bestattungsort in der neu entstehenden Kulturlandschaft ein. Aus dieser Zeit sind allerdings verhältnismäßig wenig Funde belegt. Spätestens in der Jungsteinzeit (Schnurkeramik, 2500–2000 v. Chr.) wurde ein ausgedehnter Friedhof mit Körperbestattungen angelegt. Bis etwa 600 v. Chr. wurde die Stätte mit wechselnder Intensität kontinuierlich für Bestattungen genutzt. Danach sind für mehrere Jahrhunderte keine Grabfunde an dieser Stelle bzw. auch keine Besiedlung in der Oberlausitz nachweisbar.
Mit mehr als 20.000 Fundstücken gilt der Fundort Niederkaina als einer der Hauptschlüssel für das Verständnis prähistorischer Kulturen im östlichen Mitteleuropa, vor allem der Lausitzer Kultur, die im heutigen Ostdeutschland, in Polen, in Tschechien und in der Slowakei verbreitet war. Über 600 Urnengräber gehören in den bronzezeitlichen Abschnitt der Lausitzer Kultur. Mit etwa 1200 Urnengräbern ist die Billendorfer Stufe (früheisenzeitlicher Abschnitt der Lausitzer Kultur) am umfangreichsten vertreten. Anhand von Importen werden hier ab zirka 1050 v. Chr. enge Beziehungen nach Böhmen und Mähren sichtbar, die über mehrere Jahrhunderte hinweg gepflegt wurden.
Im Bereich des ehemaligen Gräberfeldes befinden sich heute eine Kiesgrube und eine Mülldeponie.
In jüngerer Zeit wurden vom Landesamt für Archäologie Sachsen umfangreiche vielbändige Veröffentlichungen zum Gräberfeld am Schafberg erstellt.
Grab 1968-I/31 aus Niederkaina wird im Staatlichen Museum für Archäologie Chemnitz ausgestellt. Es veranschaulicht das entwickelte eisenzeitliche Bestattungsritual.

### Zweiter Weltkrieg

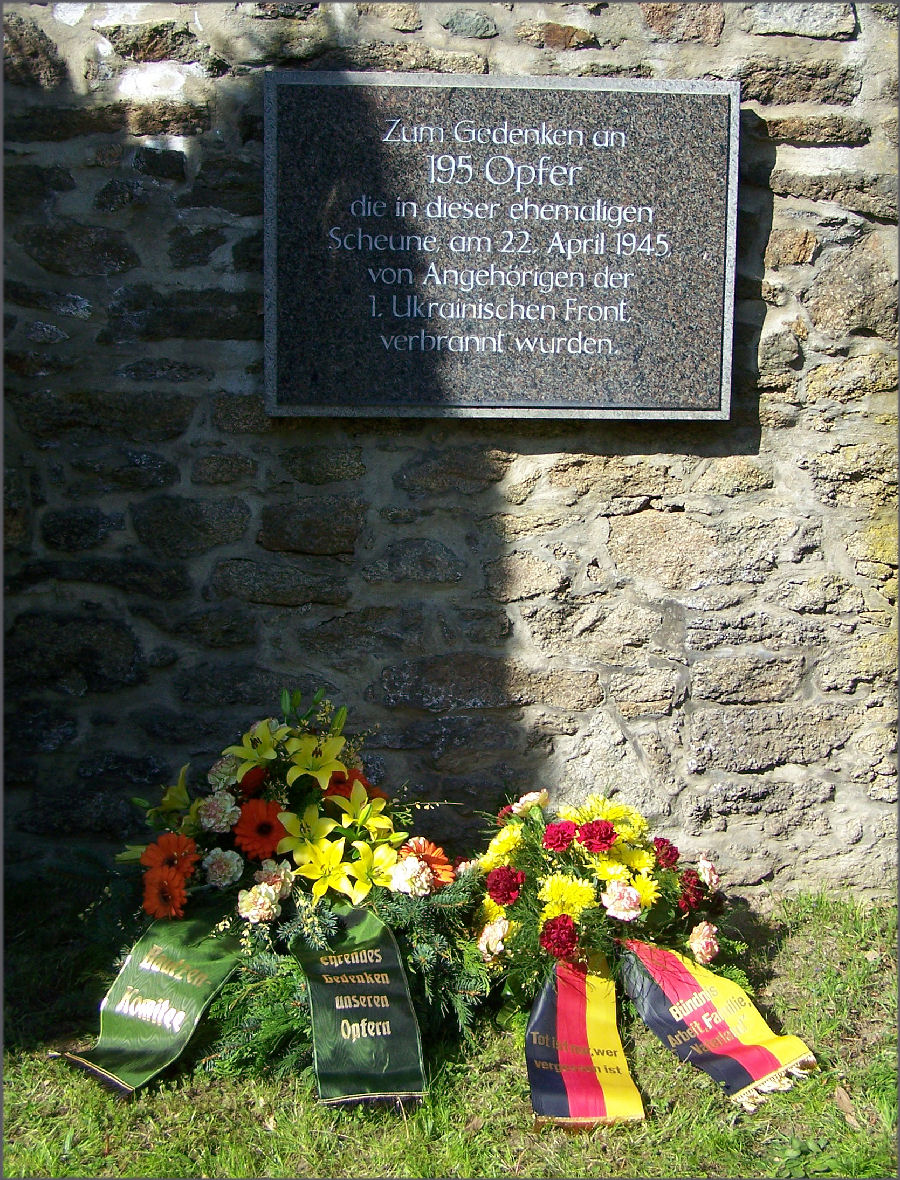
Alte Gedenktafel in Niederkaina

Am 19. April 1945 wurde Niederkaina von sowjetischen Truppen erobert. Drei Tage später ereignete sich hier im zeitlichen Umfeld der Schlacht um Bautzen eines von vielen Kriegsverbrechen auf beiden Seiten, bei dem 195 Soldaten einer Volkssturmkompanie in einer von einem sowjetischen SMERSCH-Sonderkommando, laut Gedenktafel Angehörige der 1. Ukrainischen Front, nach anderen Angaben von Angehörigen der 2. Polnischen Armee, angezündeten Scheune verbrannten. Weitere 181 deutsche Kriegsgefangene seien auf dem Gelände des Schießstandes getötet worden. Daran erinnert eine Gedenktafel im Ort, die in der Nacht zum 21. April 2018 zerstört und im Oktober desselben Jahres erneuert wurde.

## Persönlichkeiten
Niederkaina
- Werner Bergmann (1921–1990), Kameramann
- Helmut Bergmann (1926–1998), Kameramann
- Jěwa Wórša Lanzyna (1928–2020), sorbische Malerin, Grafikerin, Keramikerin und Buchgestalterin

Basankwitz
- Handrij Dučman (Andreas Dutschmann; 1836–1909), Geistlicher, Schriftsteller